# Margrethe Thårup Andersen
Margrethe Thårup Andersen (geb. Knudsen; * 17. März 1981) ist eine grönländische Politikerin (Demokraatit).

## Leben
Margrethe Thårup Andersen arbeitete von 2004 bis 2005 als Lehrerin an der Tasersuup Atuarfia in ihrem Heimatort Qaqortoq. Von 2007 bis 2008 war sie Lehrerin am Qorsussuaq in Nuuk, während sie gleichzeitig Sprache, Literatur und Medien am Ilisimatusarfik studierte. Sie schloss 2009 das Bachelorstudium ab. Von 2008 bis 2015 war sie Lehrerin am Gymnasium in Nuuk und von 2013 bis 2014 zudem an der Nuuk Internationale Friskole. Von 2015 bis 2018 war sie Lehrerin am Niuernermik Ilinniarfik in Nuuk. Von 2018 bis 2019 war sie Sekretärin in der Kommune Kujalleq, bevor sie in den Lehrerberuf zurückkehrte und von 2019 bis 2023 am Campus Kujalleq in Qaqortoq unterrichtete. Von 2023 bis 2025 war sie Teamleiterin des Sozialprojekts Siu-Tsiu in Qaqortoq.
Margrethe Thårup Andersen kandidierte erstmals bei der Parlamentswahl in Grönland 2013 für die Siumut, wurde aber nicht gewählt. Bei der Wahl 2014 verpasste sie ebenfalls einen Parlamentssitz deutlich. Bei der Kommunalwahl 2021 trat sie nach sieben Jahren wieder bei einer Wahl an und wurde in den Rat der Kommuneq Kujalleq gewählt. Im Frühjahr 2023 verließ sie die Siumut und schloss sich den Demokraatit an, die zuvor mangels Kandidaten nicht einmal bei der Kommunalwahl in der Kommune Kujalleq angetreten waren. Sie gründete einen Lokalverband in der Kommune, dem sich später auch ihre früheren Parteikollegen Simon Simonsen und Karen Marie Kyed Frederiksen anschlossen. Bei der Parlamentswahl 2025 kandidierte sie erstmals seit elf Jahren wieder landesweit und wurde für die Demokraatit ins Inatsisartut gewählt. Bei der Kommunalwahl im Monat darauf gewannen die Demokraatit die Wahl in der Kommune Kujalleq, wobei sie erneut einen Sitz im Kommunalrat erhielt.
2016 veröffentlichte sie den Dokumentarfilm Arnat qivittut issumminillu qilippallit allallu („Weibliche Qivittut, die, die ihren Hoden als Talisman auf der Nase haben und andere“) über alte grönländische Mythen. 2017 produzierte sie gemeinsam mit ihrer Tochter Michelle Thårup Andersen einen Film über jugendliche Rollenmodelle namens Piginnaasatta nukkassartarpaatigut („Unsere Fähigkeiten machen uns stärker“). Im selben Jahr veröffentlichte sie das Kinderbuch Qajalukkat („Kajakanfänger“).
Gemeinsam mit ihrem Ehemann hat sie drei Kinder.